# Биссеггер, Стефан
Стефан Биссеггер (нем. Stefan Bissegger); (род. 13 сентября 1998, Вайнфельден, Тургау) — швейцарский профессиональный трековый  и шоссейный велогонщик, подписавший контракт о выступлении с августа 2020 года за команду мирового тура «EF Pro Cycling».

## Достижения

### Трек
2015
2-й  Чемпионат мира — Командная гонка преследования (юниоры)
2016
1-й  Чемпион мира — Индивидуальная гонка преследования (юниоры)
2016
1-й  Чемпион Швейцарии - Гонка на выбывание
1-й  Чемпион Швейцарии - Кейрин
1-й  Чемпион Швейцарии - Гонка по очкам
2018
1-й  Чемпион Швейцарии - Гонка на выбывание
1-й  Чемпион Швейцарии - Кейрин
2019
4-й Чемпионат мира — Командная гонка преследования

### Шоссе
2015
2-й  Чемпионат Швейцарии — Групповая гонка (юниоры)
2016
2-й  Чемпионат Швейцарии — Групповая гонка (юниоры)
4-й Чемпионат Европы — Индивидуальная гонка (юниоры)
2018
1-й  Чемпион Швейцарии — Индивидуальная гонка U23
2019
1-й  Чемпион Швейцарии — Индивидуальная гонка U23
1-й  Нью Зиланд Сайкл Классик — Очковая классификация
1-й — Этап 2
1-й — Этапы 2 (КГ) и 6 Тур де л’Авенир
1-й — Этап 1 Тур де Эна
1-й — Этап 2 Тур дю Юра (Франция)
2-й  Чемпионат мира — Групповая гонка U23
2-й Гран-при Присниц спа — Генеральная классификация
1-й  — Очковая классификация
1-й — Этап 1
3-й  Чемпионат Европы — Индивидуальная гонка U23
4-й Эшборн — Франкфурт U23
7-й Чемпионат Европы — Групповая гонка U23